# Río Puela
Río Puela är ett vattendrag i Ecuador.   Det ligger i provinsen Chimborazo, i den centrala delen av landet, 140 km söder om huvudstaden Quito.